# Sorex obscurus
Sorex obscurus — вид комахоїдних ссавців з родини мідицевих (Soricidae).

## Таксономічні примітки
Відділена від S. monticola; популяції в прибережній західній Канаді та на Алясці тепер відносять до S. pacificus.

## Географічне поширення
Канада, США (у т. ч. Аляска).